# Maroc British Cemetery
Maroc British Cemetery is een Britse militaire begraafplaats met gesneuvelden uit de Eerste Wereldoorlog gelegen in de Franse gemeente Grenay (Pas-de-Calais). De begraafplaats werd ontworpen door Herbert Baker en ligt 680 m ten oosten van het centrum van Grenay. Het terrein heeft een min of meer rechthoekig grondplan en is omgeven door een bakstenen muur. Het Cross of Sacrifice staat in de noordoostelijke hoek en de Stone of Remembrance staat dicht tegen de muur aan de straatzijde, links naast de toegang. De begraafplaats wordt onderhouden door de Commonwealth War Graves Commission. In dezelfde gemeente liggen in de gemeentelijke begraafplaats nog 15 Britse gesneuvelden die bij de CWGC geregistreerd staan als North Maroc Intercommunal Cemetery.
Er worden 1.424 doden herdacht waaronder 264 niet geïdentificeerde.

## Geschiedenis
De begraafplaats ligt in de wijk Maroc en werd in augustus 1915 door Franse eenheden aangelegd. Pas in januari 1916 werd ze voor het eerst door de 47th (London) Division gebruikt en daarna vooral als frontlijnbegraafplaats door gevechtseenheden (o.a. de 46th (North Midland) Division) en veldhospitalen. Na de wapenstilstand werden nog doden uit de omliggende slagvelden en kleinere begraafplaatsen zoals Maroc Churchyard overgebracht.
Er liggen nu 1.201 Britten, 178 Canadezen, 23 Duitsers en 22 Fransen begraven. Voor 89 slachtoffers werden Special Memorials opgericht omdat hun graven niet meer gelokaliseerd konden worden en men aanneemt dat ze zich onder de naamloze grafzerken bevinden. In de rijen H, J, K en L van perk III liggen 87 manschappen van het 6th London Regiment begraven zonder individuele grafsteen. Zij sneuvelden op 25 september 1915 bij de verovering van Loos en worden herdacht met een Duhallow Block. Hun namen staan op Special Memorials die langs de muren staan opgesteld.

## Graven

### Onderscheiden militairen
- Joseph Nicholas Douglas Keys, kapitein bij het Essex Regiment; P.S. Lynch, kapitein bij het Leinster Regiment; Elvin Alfred Scott, luitenant bij de Royal Garrison Artillery en Frederick William Arthur Stubbs, onderluitenant bij de Sherwood Foresters (Notts and Derby Regiment) werden onderscheiden met het Military Cross (MC).
- Walter Coughman, sergeant bij het Royal Sussex Regiment en W. Bellamy, korporaal bij de Royal Munster Fusiliers werden onderscheiden met de Distinguished Conduct Medal (DCM).
- 14 militairen werden onderscheiden met de Military Medal (MM).

### Minderjarige militairen
- soldaat Edward Pearce van het Middlesex Regiment was slechts 16 jaar toen hij sneuvelde.
- de schutters Harry D. Parkin en Henry R. Hallasey en de soldaten Frank Birdgenaw, Reginald L. Cobbold, Harry E. Morrison, David T. Rees, R.A. Richmond, Thomas J. Ryan en Garnet R. Skimin waren 17 jaar toen ze sneuvelden.

### Aliassen
- soldaat Joseph Patrick Malia diende onder het alias Joseph Clark bij het Middlesex Regiment.
- soldaat M. Schiff diende onder het alias J. Collier bij de Canadian Infantry.
- soldaat Ernest R. Clarke diende onder het alias J. Brown bij het Northamptonshire Regiment.

### Gefusilleerden
- De soldaten William Hunter, William Watts en James Molyneaux, dienden bij het 1st Bn. Loyal North Lancashire Regiment. Zij werden wegens desertie gefusilleerd.[4]